# Vletice
Vletice jsou malá vesnice, část města Krásná Hora nad Vltavou v okrese Příbram ve Středočeském kraji. Nachází se asi tři kilometry východně od Krásné Hory nad Vltavou. Vesnicí protéká Brzina. Je zde evidováno 35 adres. V roce 2011 zde trvale žilo 31 obyvatel.
Vletice jsou také název katastrálního území o rozloze 4,69 km². V katastrálním území Vletice leží i Hostovnice.

## Historie
První písemná zmínka o vesnici pochází z roku 1220.

## Obyvatelstvo
| Rok            | 1869 | 1880 | 1890 | 1900 | 1910 | 1921 | 1930 | 1950 | 1961 | 1970 | 1980 | 1991 | 2001 | 2011 | 2021 |
| -------------- | ---- | ---- | ---- | ---- | ---- | ---- | ---- | ---- | ---- | ---- | ---- | ---- | ---- | ---- | ---- |
| Počet obyvatel | 175  | 162  | 171  | 162  | 145  | 155  | 123  | 104  | 112  | 89   | 59   | 44   | 37   | 31   | 36   |
| Počet domů     | 19   | 20   | 21   | 23   | 24   | 24   | 25   | 26   | 26   | 23   | 20   | 24   | 22   | 22   | 22   |

## Obecní správa
Při sčítání lidu v letech 1850–1960 Vletice byly samostatnou obcí, se kterým patřily nejprve do okresu Sedlčany, ale od roku 1960 v okrese Příbram. Od 1. července 1960 jsou částí města Krásná Hora nad Vltavou v okrese Příbram. V letech 1850–1960 k obci patřily Hostovice.

## Pamětihodnosti
- Ve vesnici se nalézá zděná návesní kaple se zvonicí z roku 1928.[9] Kaple má nad vchodem dataci 1885 a nápis „Bohu a vlasti“.

## Galerie

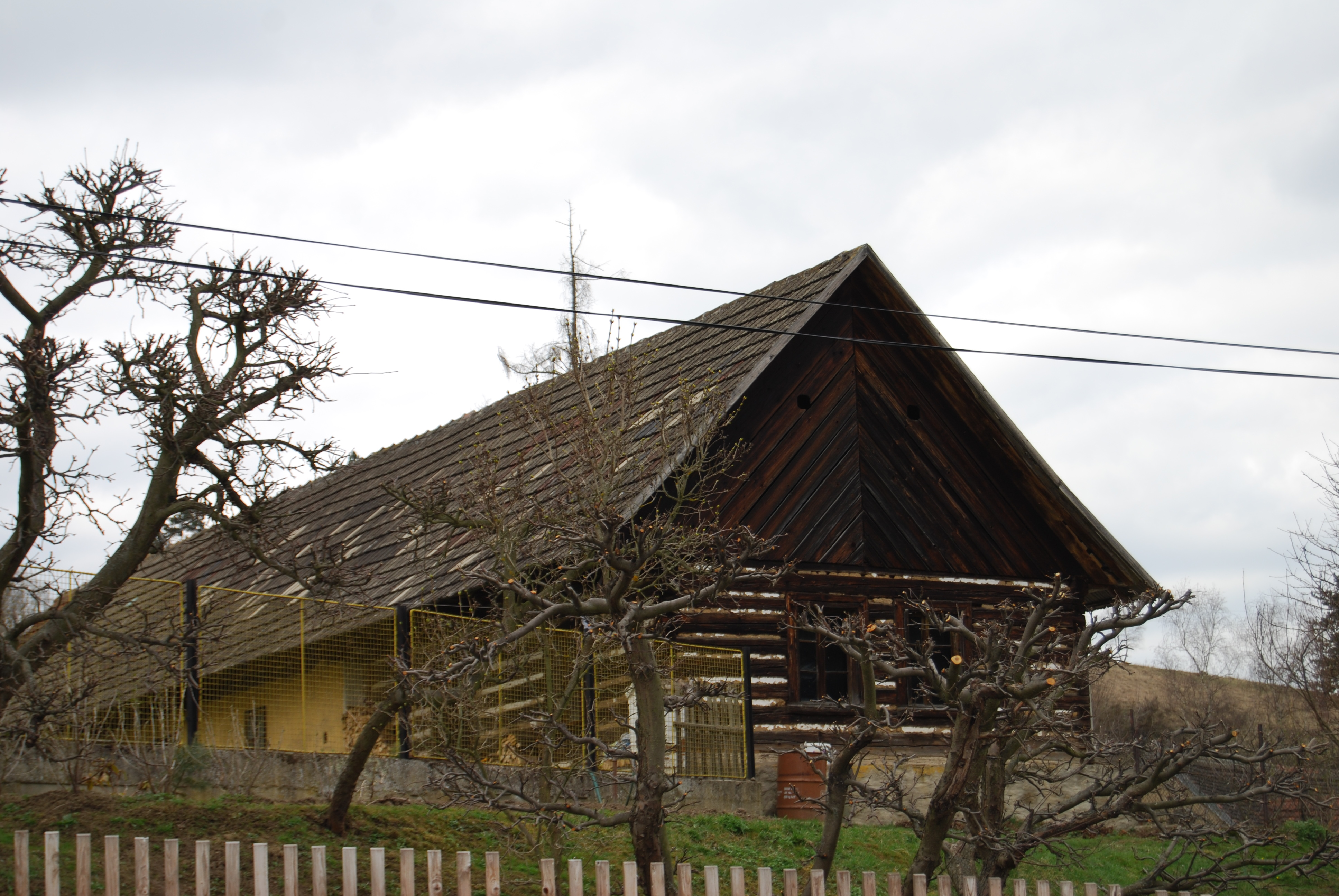
Roubenka ve vsi
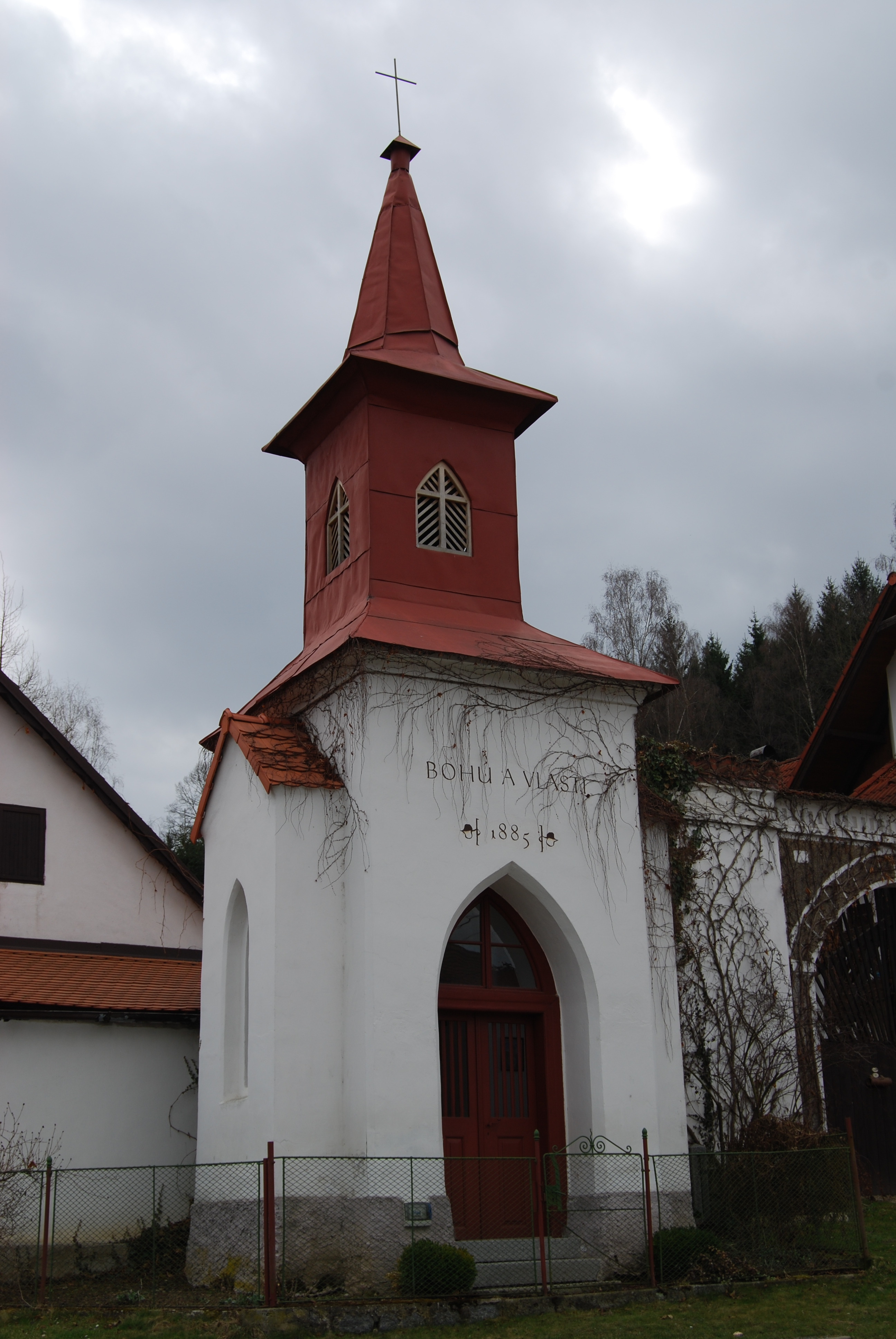
Návesní kaple
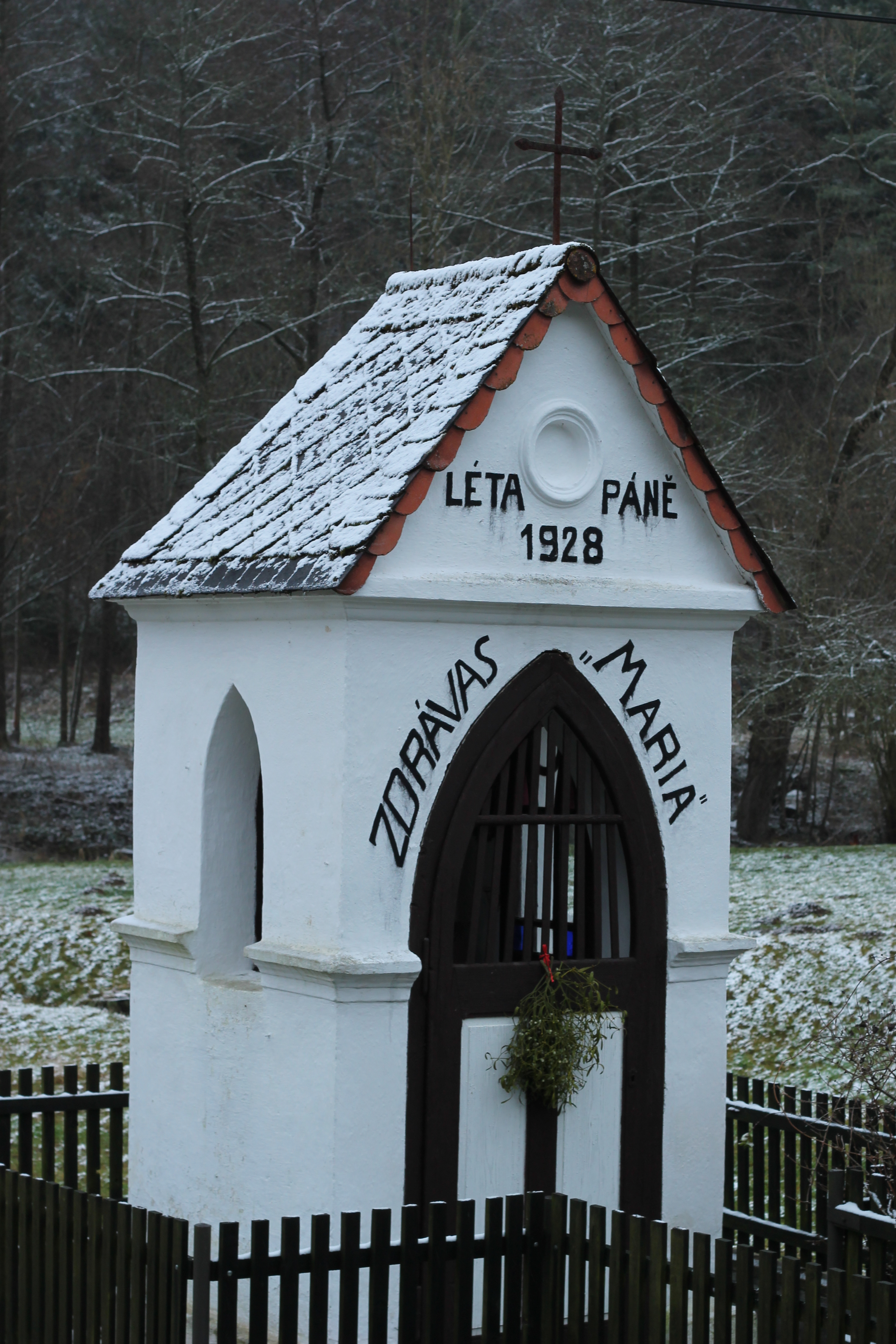
Boží muka
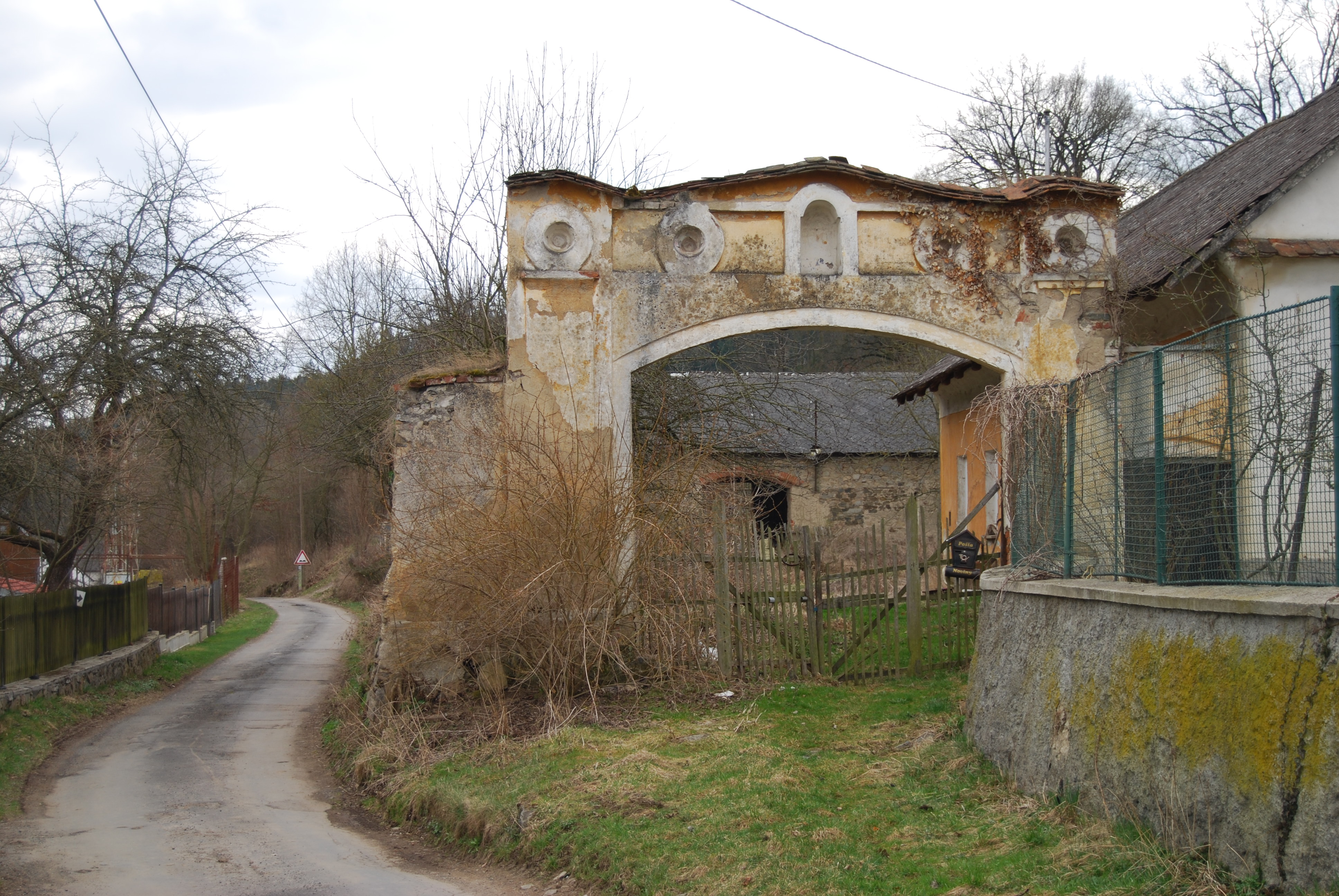
Brána
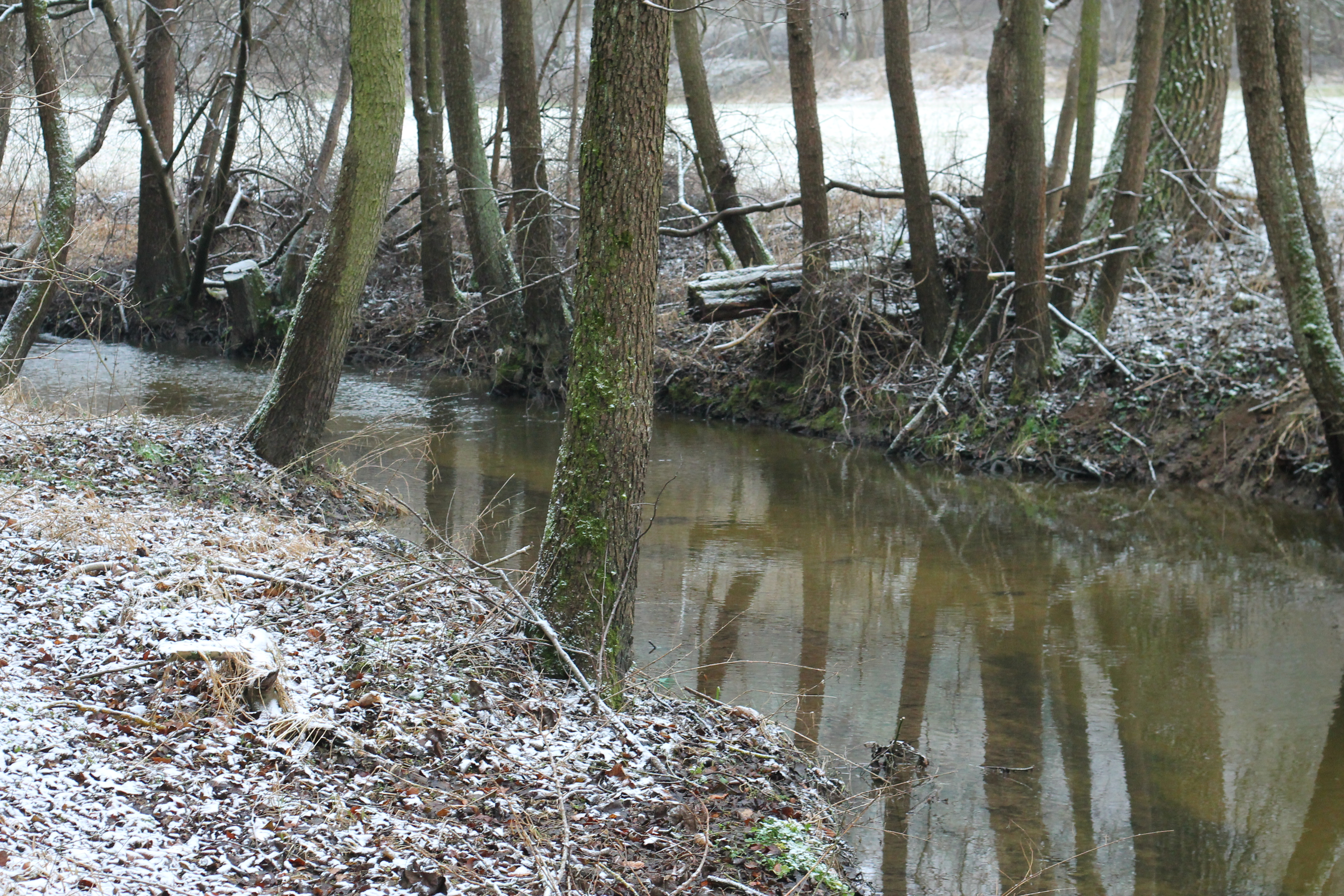
Brzina u Vletic
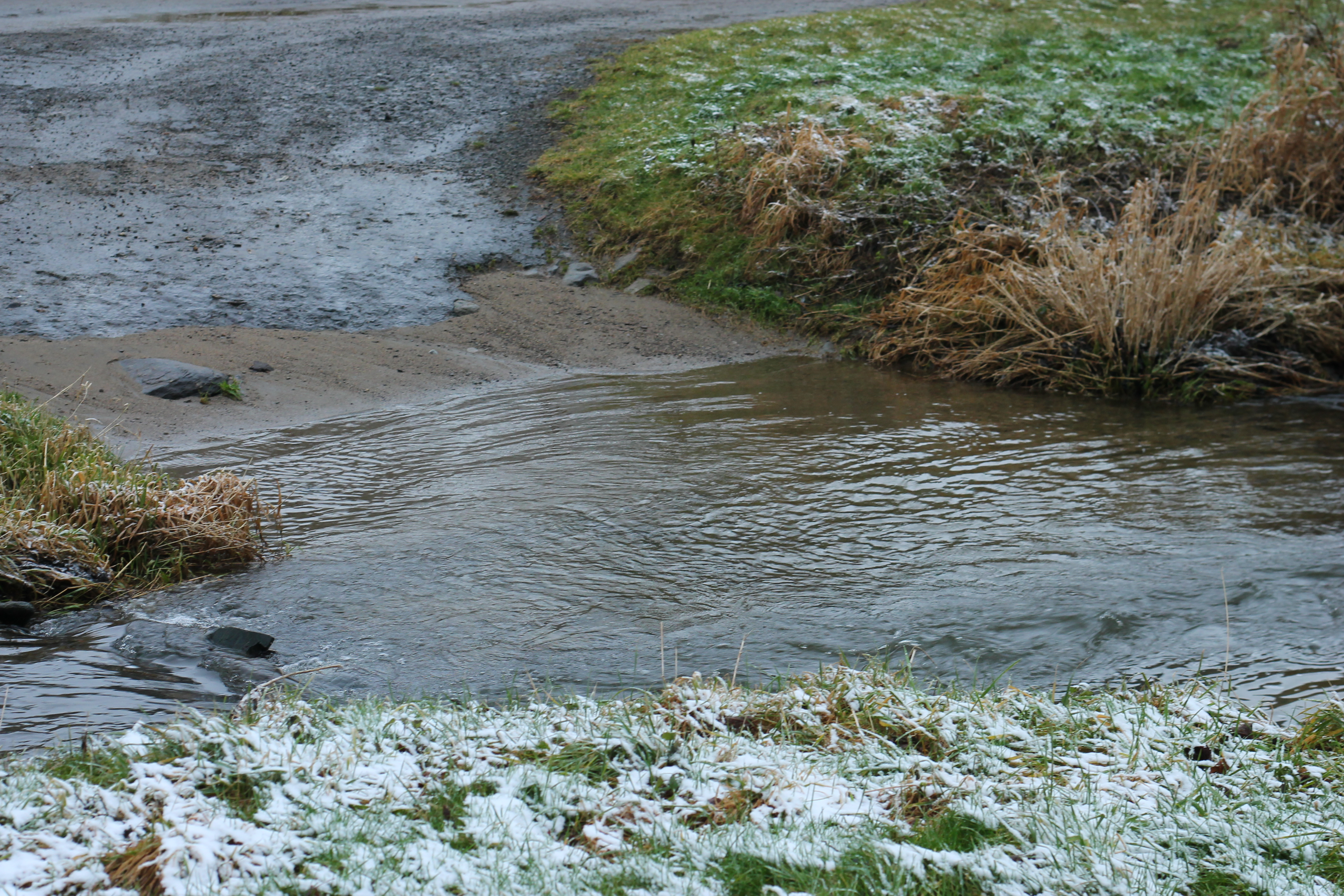
Brod přes Brzinu na jižním okraji vesnice